# Панфобия
Панфобия още наричана Омнифобия, Пантофобия или Панофобия е медицинско състояние познато като „неспецифичен страх“ или „страх от всичко“ и се описва като „неясен и постоянен страх от някакво непознато зло“.